# Našinec
Našinec byly české regionální katolické noviny vycházející v Olomouci. U jeho počátků stál novinář Josef Černoch (1838-1882) s manželkou Josefinou (1840-1902) jako vydavatelkou, název vymyslel Ignát Wurm. Našinec vycházel nejprve dvakrát, od roku 1871 pak třikrát týdně (v úterý, ve čtvrtek a v sobotu večer), od roku 1909 jako obdeník a od roku 1910 jako deník (během první světové války dokonce vycházel dvakrát denně). Za druhé světové války byl Našinec v roce 1941 nejprve přeměněn na týdeník a poté zcela zastaven. V roce 1945 jej začala vydávat Československá strana lidová pod novým názvem Osvobozený Našinec, vzhledem k jeho silně protikomunistickému zaměření však bylo jeho vydávání krátce po komunistickém převratu zakázáno.